# N'Gourti
N'Gourti este o comună rurală din departamentul N'guigmi, regiunea Diffa, Niger, cu o populație de 21.045 de locuitori (2001).